# Petrus de Crescentiis

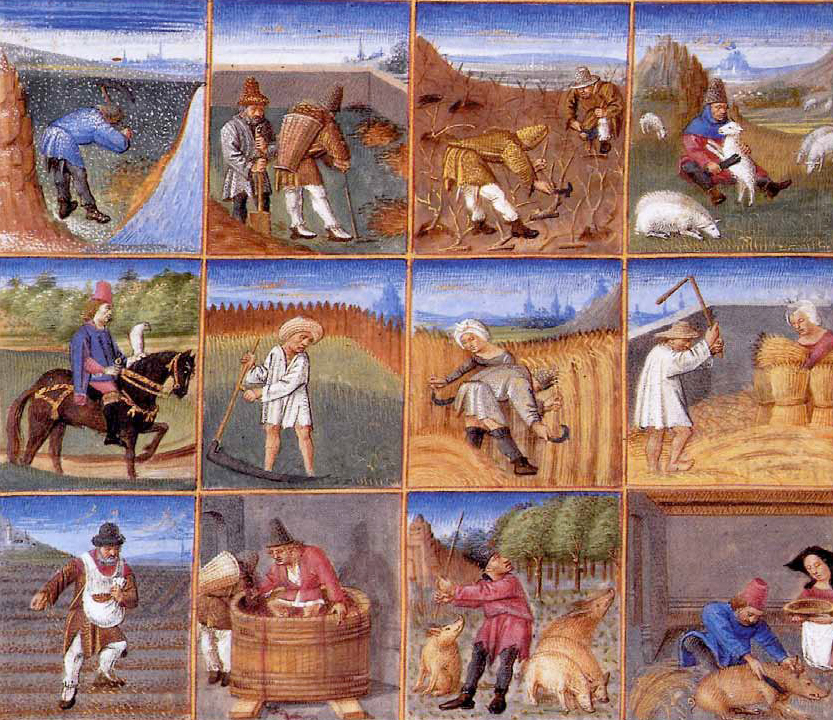
Årstidskalender från ett manuskript av de Crescentiis.

Petrus de Crescentiis, italienska: Pietro de' Crescenzi, född omkring 1230/1233 i Bologna, död där 1320/1321, var en italiensk jurist och agronom.
Crescenzi verkade först som advokat i sin födelsestad; men politiska oroligheder tvingade honom i landflykt, han genomreste Italien, studerade dess lantbruk och nedlade sina erfarenheter i skriften Opus ruralium commodorum libri XII. Det är ett för sin tid utmärkt verk, som gav honom namn av agronomins grundläggare i Europa, och det har översatts till flera europeiska språk.